# 인하대학교
인하대학교(仁荷大學校, Inha University)는 대한민국 인천광역시 미추홀구에 위치한 사립 종합대학이다. 한진그룹 비영리법인부문 정석인하학원(靜石仁荷學園) 산하에 있으며, 한국항공대학교 및 인하공업전문대학도 같은 재단하에 있다.

## 연혁
인하대학교의 전신인 인하공과대학은 6·25의 와중이던 1952년 하와이 교포 이주 50주년 기념사업으로 뒤떨어진 한국의 공업 수준을 향상시키기 위하여 당시 대통령이던 이승만의 발의로 출범하게 되었다. 학교 설립에 필요한 재원으로는 이승만이 설립 운영하였던 한인기독학원(Korea Christian Institute)을 처분한 대금과, 하와이 교포들의 성금, 그리고 한국 거주민들의 성금 및 국고 보조 등을 기금으로 하고, 인천시로부터 교지를 기증받아 1954년 2월 ‘재단법인 인하학원’의 설립이 이루어짐으로써 금속, 기계, 광산, 전기, 조선, 화학공학 등 6개 학과가 설치되고, 1954년 4월 24일 인하공과대학으로 개교를 하였다. '인하'의 이름의 유래는 「인천(仁川)의 하와이(荷蛙伊)」라는 뜻이며, 미국의 MIT와 같은 세계 최고 수준의 공과대학 설립을 목표로 1954년 3월 31일 초대 학장에 한국인 최초로 이학박사학위를 취득한 천문학자 이원철 박사, 초대 이사장에 당시 부통령인 이기붕이 취임하였다. 1954년 4월 24일 신입생(179명)의 입학식을 가졌다.
1958년 3월 14일에는 대학원의 설립이 인가되었다. 1968년 9월, 인하공과대학이 한진상사(주)에 인수되면서, 한진그룹 故 조중훈 회장이 재단 이사장으로, 성좌경 박사가 학장으로 취임하였다. 1971년 종합대학으로 승격되면서 인하공과대학은 지금의 인하대학교가 되었다. 초대 총장에 성좌경 박사가 취임하였다. 1984년 의과대학이 신설되었으며, 1990년 3월 의과대학 부속병원을 인천에 기공하여 1996년 5월 지하 3층, 지상 16층 규모로 개원했다. 1997년 10월 31일 한진그룹 부회장인 조양호가 이사장으로 취임하였고, 2002년 11월 17일 인하대 소유 기업인 한진그룹에서 473억원의 건립비를 지원하여 전자도서관 「정석학술정보관」이 2003년 9월 17일 개관했으며, 정석학술정보관은 당시 국내 최대 규모였다.
2004년 4월 24일 개교 50주년을 맞이하여 “글로벌 인하의 원년”으로 거듭나고자 ‘글로벌 U8 컨소시엄’의 전신인 ‘글로벌 U7 컨소시엄’을 창설하였으며 ‘글로벌 U8 컨소시엄’은 세계 대학간의 전략적 제휴를 표방하며 2004년 발족된 국제 대학 협의체로서 인하대를 포함하여 미국 로드아일랜드대학과 워싱턴대학, 호주 RMIT대학, 중국 하문대학, 프랑스 르아브르대학, 영국 헐대학, 이스라엘 하이파대학 등 7개국 8개 대학이 회원대학으로 참여하였다. 2006년 2월에는 제2생활관 및 게스트하우스가 개관하였다. 2009년 3월에는 법학전문대학원, 의학전문대학원이 개원하고, 2014년 10월 우즈베키스탄에 타슈켄트 인하대학교(IUT-Inha University in Tashkent)를 개교하였다. 2014년 개교 60주년을 맞이하며 ‘60주년기념관’을 착공하였으며, 2016년 2월 준공되었다.
2015년 2월 25일 개교 이래 최초의 여성 총장이자, 두 번째 모교 출신 총장으로 제14대 최순자 총장이 취임하였다. 최순자 총장은 '학생을 잘 가르치는 인하대', '연구를 더 많이 하는 인하대', '시민사회와 소통하고 봉사하여 사랑받는 인하대'를 3대 슬로건으로 제시하고, 1학년 프런티어 학부대학 설립, 30개 World Class 연구실 지정, 인천시 공교육 활성화를 위한 교육 기부 및 10개 구·군 경영 컨설팅단 파견, 스마트캠퍼스 조성, Naming 기부 등을 통한 재정 확충 및 효율화를 추진하였다. 또한, 인하대는 산업통상자원부가 시행하는 2016년 산학융합지구 조성사업에 인천광역시 등과 컨소시엄을 구성해 선정됐다.

## 국제 교류
2017년 기준 중국(59), 미국(50), 일본(23), 프랑스(26), 러시아(11), 영국(7) 등 해외 53개국 345개 대학 및 기관과 자매결연을 맺고 교환학생, 공동연구, 해외교류학점인정제 등의 프로그램을 운영하고 있다. 이외에도 인하대학교는 중국 샤먼대학厦门大学), 프랑스 르아브르대학, 이스라엘 하이파대학, 영국 헐대학, 브라질 포르탈레자대학, 말레이시아 펄리스대학, 독일 마그데부르크 대학 등 7개국 7개 대학과 ‘글로벌 U8 컨소시엄’을 결성하여 경영, 국제물류, 해양 및 첨단과학기술 등 4개 핵심전략 분야를 중심으로 학생교류, 커리큘럼 공동개발, 교수 교류 및 강의, 연구프로젝트 공동추진 등의 프로그램을 진행하고 있다.

## 학생활동

### 학생자치기구
인하대학교에는 5대 학생자치기구가 존재한다. 총학생회, 총대의원회, 동아리연합회, 졸업준비학생회, 그리고 생활도서관이 그것인데, 총학생회와 총대의원회 산하로 각 단과대학의 독립적인 학생회, 대의원회가 있다. 학생회는 학생의 다양한 이해와 요구를 수렴하고 대학의 공동운영과 사회모순을 극복해 나가며 발전하는 것에 목표를 둔다. 학생회의 주요사업에는 신입생 오리엔테이션을 시작으로 개강총회, 대동제, 전학년 연합MT, 체육대회, 농촌봉사활동, 각종 학술제 등 다양한 사업을 진행하고 있으며, 각 기구별 상호제안과 정보제공, 문제제기를 통해 유기적으로 운영된다. 대의원회는 학생회의 예산 집행 등에서 인가 및 감사의 역할을 수행한다. 각 단위의 대의원회는 선출된 대의원의장 하에 대의원들로, 자율적으로 구성된다.

### 대학언론
- 인하대학신문사
- 인하대학교 방송국(IBS)
- THE INHA TIMES
- 인하교지편집위원회

### 생활도서관
인하대학교 학생회관 4층 등에 있는 생활도서관은 인하인들의 자치행정 하에 운영된다. 인천시대학생공정무역연합(Hand in Hand) 와 고려대, 서강대, 성균관대, 연세대, 이화여대, 한국외국어대 등의 생활도서관들이 소속된 생활도서관 네트워크 소속이다. 생활도서관에서는 도서나 영상기록물의 조회, 관람 및 충전과 문구류의 이용, 프린트, DVD의 대여 등이 가능하며, 아늑한 분위기의 도서실 및 영상기록물 관람실이 있다. 건의 및 질의, 또는 원하는 도서 및 영상물의 요청도 가능하다.

## 대학 및 개설학과

### 대학 과정
| 프런티어 학부대학                                                           | 공과대학 | 자연과학대학 | 경영대학                                                                                           |
| --------------------------------------------------------------------------- | --- | --- | -------------------------------------------------------------------------------------------------- |
| - 자유전공학부                                                              | - 기계공학과 - 항공우주공학과 - 조선해양공학과 - 산업경영공학과 - 화학공학과 - 생명공학과 - 고분자공학과 - 신소재공학과 - 사회인프라공학과 - 환경공학과 - 공간정보공학과 - 건축학부(건축공학) - 건축학부(건축학) - 에너지자원공학과 - 융합기술경영학부 - 전기공학과 - 전자공학과 - 바이오제약공학과 - 미래자동차공학(융합전공) - 이차전지공학(융합전공) - 반도체공학(융합전공) | - 수학과 - 통계학과 - 물리학과 - 화학과 - 생명과학과 - 해양과학과 - 식품영양학과                                            | - 경영학과 - 글로벌금융학과 - 아태물류학부 - 국제통상학과                                          |
| 사범대학                                                                    | 사회과학대학 | 문과대학 | 의과대학                                                                                           |
| - 국어교육과 - 영어교육과 - 사회교육과 - 교육학과 - 체육교육과 - 수학교육과 | - 행정학과 - 정치외교학과 - 미디어커뮤니케이션학과 - 경제학과 - 소비자학과 - 아동심리학과 - 사회복지학과 | - 한국어문학과 - 사학과 - 철학과 - 중국학과 - 일본언어문화학과 - 영어영문학과 - 프랑스언어문화학과 - 문화콘텐츠문화경영학과 | - 의예과 - 의학과 - 간호학과                                                                       |
| 미래융합대학                                                                | 예술체육대학 | 국제학부 | 소프트웨어융합대학                                                                                 |
| - 메카트로닉스학과 - 소프트웨어융합공학과 - 산업경영학과 - 금융투자학과     | - 조형예술학과 - 디자인융합학과 보관됨 2023-08-29 - 웨이백 머신 - 스포츠과학과 - 연극영화학과 - 의류디자인학과 | - IBT학과 - ISE학과 - KLC학과                                                                                               | - 인공지능공학과 - 데이터사이언스학과 - 스마트모빌리티공학과 - 디자인테크놀로지학과 - 컴퓨터공학과 |
|                                                                             | | | |

### 대학원 과정
일반대학원과 전문대학원, 특수대학원으로 구분되어 있다.
- 일반대학원
- 전문대학원
  - 법학전문대학원
  - 물류전문대학원
  - 제조혁신전문대학원
  - 정보통신대학원
- 특수대학원
  - 교육대학원
  - 정책대학원
  - 공학대학원
  - 경영대학원
  - 상담심리대학원
  - 보건대학원

## 시설

### 용현캠퍼스
인천광역시 미추홀구 인하로 100에 위치하고 있다. 2016년 2월 27일에 교내 학군단 건물과 홈플러스 인하점 인근에 수인선 인하대역이 개통되었다. 2015년 8월에 수인선 인하대역으로 역명이 확정되었으며 역사와 용현캠퍼스가 인접해 있으므로 역 출입구를 통해서 용현캠퍼스로 바로 진입이 가능하다. 인하대 후문 ~ 제 2후문간 담장은 걷고 싶은 거리 조성사업으로 허물어 담장이 없다. 캠퍼스의 면적은 392,560m2이다. 이하 기술된 것 외에도 각종 연구실 및 관련 시설이 존재한다.

#### 건물
- 본관 (1호관) : 총장실을 비롯한 학교의 행정기관 및 교직원식당, 소·중강당 및 대강당(하나홀) 위치. 지하에 위치한 인하대박물관이 있다.
- 2호관 : 공과대학 및 공대도서관이 위치
- 4호관 : 공간정보공학과 사무실 위치
- 5호관 : 문과대학 및 문과대도서관, 신소재공학부, 자연과학대학, 학교 내 동아리, 의예·간호과 사무실, 언어교육원 행정실, 예술체육학부 사무실 등이 위치
- 6호관 : 경영대학, 물류전문대학원, 도서관 등이 위치
- 학생회관(7호관) : 학생식당, 우체국, 대학건강센터, 학생생활협동조합, 학생지원팀, 생활도서관, 방송국, 예비군연대, 신문사, 미용실, 소강당 위치. 연극장도 여기 위치
- C호관 : 나노바이오공학실·생명공학전공 학부실험실·미생물분자생물공학실험실 등의 공과대학 실험동이 위치
- 9호관 : 아태물류학부와 사회과학대학, 경영대학원(일반)·정책대학원 등이 위치
- 하이테크센터 : I대강당이 위치. 15층에 레스토랑인 스카이라운지가 있었으나 현재는 운영하지 않는다.
- 직업훈련센터 : 강의실, 회의실, 세미나실, 광학장비실 등이 위치
- 서호관 : 사범대학, 생활협동조합에서 직접 운영하는 뷔페식 학생식당 위치. 5호관과 구름다리로 연결되어 있다.
- 정석학술정보관 (인하대학교 중앙도서관) : 개관 당시 동양 최대의 전자도서관 으로[14], 인하대 정석학술정보관의 전자도서관시스템은 도서관과 한진정보통신(HIST)과의 공동작업으로 미국의 Innovative사의 시스템을 기반으로 구성한 것으로,  단순한 대학 도서관이라는 개념이 아닌 한진그룹의 특성과 경제자유구역으로 지정된 인천의 지리적 여건을 활용, 대처하기 위한 미래형 최첨단 도서관을 목표로 한다.[15] 지하 1층에 1~3열람실, 매점, 복사실, 휴게실. 1층에 전자정보센터, 스터디룸. 2~4층에 자연과학·인문사회·사회과학 정보실, 스터디룸. 5층에 멀티미디어센터, 1~3세미나실, Language LAB, 가상현실센터, IT LAB,스터디. 6층에 정석물류통상연구원, 1~2귀빈실, 국제회의장 및 대·소 회의실 위치. IBM, 대한항공 등이 후원했다. 인하인은 여기를 통해 학술연구정보서비스(RISS) 등에서 논문·학술정보 조회가 가능하다.
- 학생군사교육단 : 인하대학교 ROTC가 위치
- 로스쿨관 (구 벤처창업관) : 법학전문대학원 위치, 4층에 법학전문도서관이 있다. 벤처기업 출신 동문들이 학교에 기증한 건물이다.
- 하와이교포기념관 : 체육관이 위치
- 나빌레관 : 학교 내 동아리 및 동아리 사무실들이 위치
- 고시원 : 공인회계사 시험반  "하정료(荷正寮)"와 행정고시(기술직) 및 변리사 시험반 "인현재(仁賢齋)"를 운영하고 있다.
- 스카이라운지 : 1층에 매점, 2층과 3층에 그라지애 카페가 있으며, 이 카페는 학생들에게 호평을 받고 있다.
- 김현태 인하드림센터  : 창업지원팀, 벤처기업, 3호관에서 이주한 일반·국책연구소 등이 위치
- 인하드림센터 #2,3관 : 벤처기업 및 사무실 등이 입주한 상태다.
- 제 1 생활관 (웅비재) : 편의점, PC실, 식당, 독서실, 휴게실, 헬스장, 빨래방, 당구장, 탁구장, 배드민턴 코트 등이 있다. 위성방송 과 TV가 구비되어 있다. 연면적 4천평에 지하1층, 지상5층 규모로 1,010명의 학생을 수용할 수 있다.
- 제 2 생활관 (비룡재) : 신식. 1층에 편의점, 헬스장, 세탁시설, 정보실 및 휴게공간 과 자판기가 있으며, 지하에 식당과 당구장이 있다. 역시 위성방송 과 TV가 구비되어 있다. 이 건물과 인하대학교 캠퍼스 사이에 인하공업전문대학이 위치. 부지 지하1층, 지상13층 연면적 6,600평 규모로 1,400명을 수용 가능하다. 인하대학교 동문들과 인천의 산업 대표들이 후원했다.
- 제 2 생활관 부지내에 외국인 전용 지상10층 게스트하우스(53실)와 지하1층, 지상6층 규모의 체육부 선수합숙소(32실)도 들어서 있으며, 둘 다 모두 다양한 부대 복지시설이 설치되어 있다. 부지 내에는 야외무대 및 공원이 조성되어 있다.
- 평생교육관 : 인천시민들과 직업훈련자 등을 대상으로 교육수준의 질적 향상을 위해 설립되었다.
- 고속선실험동(철거) - 인천 내 유일한 고속선 실험용 수조가 있었으며, 60주년기념관 신축으로 인해 2014년 6월 30일 철거가 완료되었다. 현재 5호관 지하로의 이전이 진행됨.
- 60주년기념관 : 1954년 개교하여 개교 60주년을 맞아 건립된 ‘60주년기념관’은 지하 1층, 지상 15층, 총면적 약 25,900m2 규모로 2016년 2월 준공됐다. 60주년기념관에는 대형 국제회의 개최가 가능한 학술 대회 행사장, 강당과 강의실 61개 및 실험실 22개, 교수연구실 등이 들어섰다. 이번 기념관의 강의실에는 교양 강좌가 집중적으로 열리며, 학생들의 면학 분위기 조성을 위해 스터디 라운지 및 대형 열람실 등 다양한 시설이 설치됐다. 또한 인하대의 강점을 특화시킬 전산데이터 센터와 최첨단 IT 교육 실습실도 마련됐다.[16]

#### 항공, 우주공학 관련 기념물
인하대의 로켓개발은 1958년 신설된 병기공학과 주도로 1960년 11월 19일 자체 기술 로켓인 ‘IITO-2A’를 인천 송도 앞바다에서 발사함으로 시작되었고, 국내외 사정으로 1962년 병기공학부가 폐과된 이후 ‘우주과학 연구회’가 인하대학교에 발족되어, 1968년 ‘IITA-X21’발사까지 로켓 개발을 이어갔다. 현재 미국항공우주국(NASA·나사) 고등 책임연구위원 최상혁(기계공학과·68) 박사도 인하대학교 재학 시절‘IITA-X21’로켓 발사에 참여했다. 또한 캠퍼스내에 민항여객기(우남호)가 위치하고 있는데, 우남호(雩南號, HL2002)는 대한민국 민항공사상 최초로 1955년 10월에 태평양 횡단비행을 한 여객기로, 지금은 보잉에 인수된 미국 맥도넬더글러스社의 DC-3 기종이다. 퇴역 후 한진그룹이 인하대 비룡탑 근처의 잔디밭으로 옮겨왔다.

#### 기타시설
- 학생 추모비 : 춘천 상천초교에서 초등생 대상으로 진행하는 '발명캠프' 참가와 지역 봉사를 위해 떠난 인하대 발명동아리 '아이디어 뱅크(IDEA-BANK)'의 학우 35명이 펜션에 머무는 동안 2011년 춘천 산사태로 인해 매몰되어, 10명이 사망하고 25명이 부상을 당한 것을 추모하기 위해 세워졌다.

- 울림돌 : 1984년, 개교 30주년을 기념하여 건축했다. 주변이 트여있으나 울림돌의 내부 중앙에 서서 말을 할 경우 소리가 퍼지지 않고 메아리처럼 울려퍼져 이러한 이름이 붙었으며, 설계 당시 위와 같은 현상을 의도한 것이 아니어서 더욱 신비감을 자아내고 있다.

- 비룡탑 : 인하대의 상징인 비룡이 탑 위에 고정되어 있으나, 탑 위의 비룡이 회전한다는 전설이 있다.

- 궁합나무 : 본관 앞 잔디밭에 위치. 연인이 같이 앉아 딱 맞으면 궁합이 좋으나 그렇지 않으면 깨진다는 전설이 있다.

- 인경호 : 학생회관과 2호관 사이에 있는 호수. 내부에 정자와 그 주위에 쉼터가 있다. 봄에는 벚꽃으로 장관을 이루며 축제 때에는 인경호에 보트를 띄워 연인들이 타볼 수 있는 기회가 주어진다. 매년 수차례 해병 전우회가 인경호 정화작업을 하기도 한다. 몇몇 종의 오리들과 잉어 등이 살고 있다. 이 오리들은 인하대 기계공학과에서 제작한 기계오리란 설이 인하대에선 유명하다. 재학생이 호수에서 신종 미생물을 발견하고, 인경호의 이름을 따 'I‘nhella inkyongensis(인헬라 인경엔시스)로 명명하였다. 다수의 미생물이 더 존재한다.

- 하이데거의 숲 : 6호관과 본관 잔디밭 사이에 위치한 정원으로 학생들과 지역 주민들의 산책 및 사색의 공간으로서 역할을 하고 있다.

- 조각공원 : 나빌레관의 옆에 위치. 여러 가지 조각들이 전시되어 있다.

- 아고라광장 : 6호관과 9호관 사이(2층)에 위치. 매년 축제 때에는 이곳에서 세계음식문화축제를 연다.

- 인경호의 북쪽에 설립자 이승만 박사의 동상이 있었던 축대가 남아있다.

- 통일광장 : 학생회관 앞에 위치. 축제 때에 공연장으로 활용된다.

- 테니스장 : 로스쿨관 서쪽과 북쪽에 위치.

- 대운동장 및 야구장 : 5호관 남쪽에 위치. 대운동장에는 인하대의 로고가 잔디 유채색으로 새겨져 있다. 야구장은 2016년 초에 주차장 공간 확보를 위하여 폐쇄되었고 현재는 주차장으로 이용되고 있다.

- 풋살장 및 농구코트 : 대운동장의 북쪽 골대 뒷편에 위치.

- 해오름동산 : 서호관 뒤쪽에 위치한 쉼터. 사범대학 소속 외에는 잘 알려져 있지 않다.

- 대운동장 옆으로 대학측에서 운영하는 셔틀버스 정류장이 있다. 요금은 다소 저렴한 편으로 학생들을 대상으로 운영중이나, 외부인도 탑승은 가능하다. 운영지역은 경인선이 지나는 주안역과 인천지하철 1호선 인천터미널역 등 서울, 인천, 그리고 경기권의 일부 지역에 운영되고 있다.

- 본관 앞에, 정석학술정보관을 옆으로 인하대학교의 방패로고를 형상화한 공원이 조성되어 있다.

### 인하대학교 산학협력관
인천광역시 연수구에 위치하며 대학원 연구실, 인천자동차부품기술센터, 인하-AVL 자동차기술연구소 등이 위치해 있다. 근처에 인천지하철 1호선 테크노파크역이 위치해 있다. 또한 인천시·인하대·NASA가 참여하는 '항공산업 산학융합지구(이하 산학융합지구)'에 '항공우주 기계소재 첨단연구소(가칭)'를 설치할 예정이다.

### 인하대학교 의과대학 부속병원
인하대학교 인하중앙의료원 산하에 인하대학교 의과대학 부속병원, 인하대병원 인천국제공항의료센터, 인하국제의료센터 등의 병원이 운영되고 있다. 인천광역시 중구 신흥동에 위치하고, 1996년 개원하였으며, 925병상을 가동하고 있다. 2016년 2월 27일에 개통된 수인선 숭의역(부기역명: 인하대병원)과 인접해 있다. 인천광역시 중구 운서동 2851에 위치한 인천국제공항 내에 인하대병원 인천국제항공의료센터(Airport Medical Center Inha University)가 2001년 개원하여 운영 중에 있으며, 공항 부근인 인천광역시 중구 공항로 424에는 인하국제의료센터(INHA IMC, Inha International Medical Center)가 위치하고 있다. 인하대학교 의과대학 부속병원과 각 의료센터는 JCI 인증을 받았으며, 부속병원은 보건복지부 의료기관인증을 받았다. 특히 인천국제공항의료센터는 2010년 공항의료기관 중 세계 최초로 JCI 인증(2013년 재인증)을 받았다.

### 타슈켄트 인하대학교
한국과 우즈베키스탄 양국 정상간 합의한 교육 협력사업으로 우즈베키스탄 타슈켄트에 설립된 타슈켄트 인하대학교(IUT, Inha University in Tashkent)이다. 2014년 10월 2일 개교하였으며, 우즈베키스탄 정부는 부지와 건물, 재정을 출연해 학교를 설립하고, 인하대는 캠퍼스 설계를 비롯하여 규정 등 대학체제 구축을 위한 모든 것을 담당하였으며, 교육과정 수립 및 운영을 전담하는 역할을 맡았다. IUT는 8월중 첫 신입생을 선발하였고, 학생들은 인하대에서 파견되는 교수진에 의해 한국과 동일한 학사 운영 과정으로 교육받고있다. 올해로 개교 4년째를 맞는 IUT에는 현재 컴퓨터정보공학과와 정보통신공학과, 물류경영학과 등 3개 학과에 1,093명이 재학 중이다. 지난해 7월에 시행한 IUT 4차 학년도 신입생 선발 필기고사에는 모두 1,358명이 지원해 3대1이 넘는 경쟁률을 기록하기도 했다. IUT는 모든 강의를 영어로 진행하며 매일 자정까지 학습시설을 개방하고 있다. 인하대는 IUT 재학생이 본교에서 수업을 받을 수 있는 교육과정을 개발하고 있으며, 향후 지속적으로 새로운 학과 개설도 추진할 계획이다. 또한 국내 교육법령 개정으로 3+1 교육과정 공동운영이 가능해짐에 따라, 2017년부터 INHA-IUT [3+1] Joint Program을 운영하고 있으며, 본 프로그램을 이수하고 인하대학교의 졸업요건을 충족 시, 인하대학교 총장과 IUT총장 공동 명의의 공동학위를 수여할 수 있게 되었다. 정부가 최근 국내 대학의 해외 캠퍼스 설치를 허용하는 등 고등교육 분야의 해외진출을 적극 추진하면서 국내 고등교육 해외수출 1호인 ‘우즈베키스탄 타슈겐트 인하대(IUT)’가 주목받고 있으며, 특히 국내 대학의 해외진출 모델 제시라는 측면에서 높이 평가받고 있다. 또한 교육한류 사업의 첫 사례로 국내 대학이 중앙아시아 교육시장에 진출해 산학협력을 수행하는 최초의 경우다. 그동안 국내 대학에서 해외 진출이라고 하면 해외에 대학 부지를 마련하고, 실제 건물을 짓는 분교를 생각하지만 IUT는 새로운 개념의 교육한류를 제시한 것이라고 평가받고 있다

## 동문회
- 인하대학교 총동창회(http://www.inhain.com/) : 인하대학교 출신 교우들의 모임인 인하대학교 총동창회는 1959년 11월에 창립되었다. 초대 총동창회장에 김우경(전기·54)회장이 선출되었으며 현재는 신한용(상업교육·81)회장이 맡고 있다. 개교 이래로 산업계, 재계를 중심으로 대거 포진돼 있다. 아울러 사회 다방면에 걸쳐 수많은 인재를 배출하고 있다.[19]